# Åskottunneln
Åskottunneln är en 3 270 meter lång järnvägstunnel.
Tunneln är enkelspårig och ligger längs Botniabanans del Nyland-Örnsköldsvik, i Kramfors kommun i Västernorrlands län, strax norr om Ångermanälven. Tunneln öppnades formellt för trafik oktober 2009, och används för persontrafik från 2011. Den är en av Sveriges längre järnvägstunnlar.